# Austin Robinson
Sir Edward Austin Gossage Robinson (kurz: Austin Robinson; * 20. November 1897 in Farnham (Surrey); † 1. Juni 1993 in Cambridge) war ein britischer Ökonom.

## Leben
Die Hochzeit seiner Eltern fand im November 1896 statt. Austin Robinson war das älteste von vier Kindern. Sein Vater Albert Gossage Robinson lehrte Mathematik am Christ’s College, seine Mutter Edith (geb. Sidebotham) war die Tochter eines Geistlichen. Austin Robinsons Bruder Christopher Robinson wurde Bischof der anglikanischen Kirche, zunächst als Anglikanischer Bischof von Lucknow und danach Bischof von Bombay.
Während des Ersten Weltkriegs diente Austin Robinson ab 1916 in der Royal Naval Air Service als Pilot von Wasserflugzeugen. Im Jahre 1919 animierte ihn das von John Maynard Keynes über die wirtschaftlichen Folgen des Friedens erschienene Werk zum Studium der Volkswirtschaftslehre. Während seines Studiums ab 1920 an der University of Cambridge besuchte er unter anderem auch Vorlesungen von Arthur Cecil Pigou. Im März 1923 erhielt er ein Stipendium für das Christ’s College, wo er bis Sommer 1926 blieb. Im selben Jahre heiratete er eine seiner Schülerinnen, die spätere englische Ökonomin Joan Violet Maurice Robinson (kurz: Joan Robinson); aus der Ehe gingen zwei Töchter hervor.

## Akademische Laufbahn
Zwischen 1923 und 1926 war er Fellow am Corpus Christi College in Cambridge. Austin Robinson und seine Gattin verbrachten danach zwei Jahre in Indien, wo Austin die Unterrichtung des Maharaja von Gwalior übernahm, und wo sein Bruder als Bischof tätig war. 1928 zurück in Cambridge, veröffentlichte er im Jahre 1931 ein Buch über die Struktur der wettbewerbsintensiven Industrie; 1934 folgte sein Werk über das Monopol. Als enger Kollege von Keynes gehörte er der Cambridge School an und fungierte als stellvertretender Herausgeber des The Economic Journal. Nach Keynes Rückzug aus der Wissenschaft 1944 wurde er gemeinsamer Herausgeber zusammen mit Roy Harrod.
Nach dem Zweiten Weltkrieg übernahm er einen Posten im Cabinet Office als Berater, dem Produktionsministerium und dem Board of Trade. In einer weiteren Auflage seines Buchs über Monopole ging er 1949 davon aus, dass Palmolive-Seife ein Substitutionsgut für „Lux“ und diese für „8 x 4“ sei, so dass alle Feinseifen untereinander eine Substitutionskette (oder Produktgruppe)  bilden. Damit untermauerte er die von seiner Ehefrau aufgestellte Theorie der Substitutionslücken. Seit 1950 hatte er eine Professur an der Cambridge University inne.
Neben seiner Professur an der Cambridge-Universität, deren heutiges Volkswirtschafts-Fakultätsgebäude „Austin Robinson-Building“ nach ihm benannt ist, fungierte er zwischen 1959 und 1962 als Präsident der International Economic Association, bei der er bereits seit 1950 als Treasurer tätig war. Im Jahre 1965 wurde er emeritiert.

## Titel
Im Jahre 1944 erhielt er das Adelsprädikat Sir.